# Лапір (округ)
Шаблон:StateAbbr_ 43°05′ пн. ш. 83°13′ зх. д. / 43.09° пн. ш. 83.22° зх. д.
Округ  Лапір (англ. Lapeer County) — округ (графство) у штаті Мічиган, США. Ідентифікатор округу 26087.

## Історія
Округ утворений 1822 року.

## Демографія
За даними перепису 
2000 року 
загальне населення округу становило 87904 осіб, зокрема міського населення було 20884, а сільського — 67020.
Серед мешканців округу чоловіків було 44480, а жінок — 43424. В окрузі було 30729 домогосподарств, 23889 родин, які мешкали в 32732 будинках.
Середній розмір родини становив 3,19.
Віковий розподіл населення поданий у таблиці:
| Стать    | До 15 років | 15-21 | 22-29 | 30-39 | 40-49 | 50-65 | 65-85 | Понад 85 |
| -------- | ----------- | ----- | ----- | ----- | ----- | ----- | ----- | -------- |
| Чоловіки | 10385       | 4578  | 3777  | 7122  | 7896  | 7098  | 3402  | 222      |
| Жінки    | 9885        | 4034  | 3560  | 7047  | 7345  | 6778  | 4140  | 635      |

## Суміжні округи
- Сенілак — північний схід
- Сент-Клер — схід
- Маком — південний схід
- Окленд — південний захід
- Дженесі — захід
- Тускола — північний захід

## Виноски
1. ↑  U.S. Decennial Census. United States Census Bureau. Архів оригіналу за 19 липня 2018. Процитовано 26 вересня 2014.
2. ↑  Historical Census Browser. University of Virginia Library. Архів оригіналу за 11 серпня 2012. Процитовано 26 вересня 2014.
3. ↑  Population of Counties by Decennial Census: 1900 to 1990. United States Census Bureau. Архів оригіналу за 15 лютого 2015. Процитовано 26 вересня 2014.
4. ↑  Census 2000 PHC-T-4. Ranking Tables for Counties: 1990 and 2000 (PDF). United States Census Bureau. Архів оригіналу (PDF) за 18 грудня 2014. Процитовано 26 вересня 2014.
5. ↑  State & County QuickFacts. United States Census Bureau. Архів оригіналу за 6 червня 2011. Процитовано 28 серпня 2013.(англ.) Наведено за англійською вікіпедією.
6. ↑  American FactFinder. Бюро перепису населення США. Архів оригіналу за 26 лютого 2012. Процитовано 31 січня 2008.

| США | Це незавершена стаття з географії США. Ви можете допомогти проєкту, виправивши або дописавши її. |